# Wincrange
Wincrange (luxemburgués: Wëntger, alemán: Wintger) es una comuna y pueblo al norte de Luxemburgo. Forma parte del cantón de Clervaux, que a su vez forma parte del distrito de Diekirch. Con un área de 113,36 km², Wincrange es la comuna más extensa de todo el país.

## Historia
Wincrange se formó el 1 de enero de 1978 tras la unión de las antiguas comunas de Asselborn, Boevange, Hachiville y Oberwampach, todas en el cantón de Clervaux. La ley para la creación de la comuna de Wincrange se aprobó el 31 de octubre de 1977.

## Demografía
En 2005, el pueblo de Wincrange, situado en el cetro de la comuna, tenía una población de 197 habitantes. 

### Localidades
- Allerborn
- Asselborn
- Boevange
- Boxhorn
- Brachtenbach
- Crendal
- Cinqfontaines
- Deiffelt
- Derenbach
- Doennange
- Hachiville
- Hamiville
- Hinterhassel
- Hoffelt
- Lentzweiler
- Lullange
- Maulusmuehle
- Niederwampach
- Oberwampach
- Rumlange
- Sassel
- Schimpach
- Stockem
- Troine
- Weiler